# Morde im Zirve-Verlag
Die Morde im Zirve-Verlag (türkisch Zirve Yayınevi katliamı) fanden am 18. April 2007 beim Zirve-Verlag in der türkischen Großstadt Malatya statt. Der türkische Pastor Necati Aydın, der Christ Uğur Yüksel und der Deutsche Tilmann Geske, Angestellte des Bibel-Verlagshauses, wurden von fünf radikalislamischen Tätern getötet.

## Tathergang
Emre Günaydın, Cuma Özdemir (20), Hamit Çeker (19), Salih Gürler (20) und Abuzer Yıldırım (19) überfielen das Büro des Zirve-Verlags im Stadtteil Niyazi Mısri von Malatya am 18. April 2007 gegen 13.30 Uhr. Die Attentäter verschlossen die Tür von innen, bedrohten Tilman Ekkehart Geske und Necati Aydın (35) mit Messern, fesselten sie an Händen und Füßen und knebelten sie. Als Uğur Yüksel (32) unwissend am Büro eintraf, wurde er hineingezogen und ebenfalls gefesselt, geknebelt und gefoltert. Sie töteten alle drei Personen, indem sie ihnen die Kehle durchschnitten. Als die Polizei zum Tatort kam, geriet der Attentäter Emre Günaydın in Panik und sprang aus dem Fenster. Die anderen vier Attentäter wurden im Büro von der Polizei festgenommen. Geske und Aydın starben am Tatort, Yüksel im Krankenhaus.

## Opfer
Necati Aydın und Uğur Yüksel, waren türkische Konvertiten aus dem Islam. Tilmann Geske war deutscher Missionar. Necati Aydın war ein Schauspieler, der Jesus Christus in einer Theaterproduktion spielte, die das TURK-7-Netzwerk über die Osterfeiertage ausstrahlte.

## Reaktionen
- Außenminister Frank-Walter Steinmeier verurteilte die Tat. Man werde alles tun, um dieses Verbrechen vollständig aufzuklären und die Verantwortlichen vor Gericht zu bringen.
- „Missionarsarbeit ist sogar noch gefährlicher als Terrorismus und gilt leider nicht als ein Verbrechen in der Türkei“, sagte Niyazi Güney, damals Abteilungsleiter im Justizministerium.[8]
- Gegen das Massaker wurde von Fans in einem Match zwischen Malatyaspor und Gençlerbirliği protestiert.[9]

## Gerichtsverhandlungen
In den Tagen nach dem Attentat wurden elf Verdächtige im Alter von 19 bis 20 Jahren festgenommen.
Am 13. Februar 2008 gab Amnesty International ein Urgent Action (UA) für den Rechtsanwalt Orhan Kemal Cengiz heraus, der wegen seiner juristischen Arbeit bedroht wurde. Die Menschenrechtsorganisation konstatierte, dass Drohungen gegen den Menschenrechtsverteidiger sich seit November 2007, als die Gerichtsverhandlung gegen die Verdächtigen begann, steigerten. Die Aktionen wurden beendet, als die Behörden für den Rechtsanwalt einen Bodyguard zur Verfügung stellten.
Im Jahre 2011 begannen weitere Ermittlungen. In einer neuen, 761-seitigen Anklageschrift wurden nun insgesamt 19 Angeklagte beschuldigt. Die 3. Kammer für schwere Straftaten in Malatya nahm die Anklageschrift am 22. Juni 2012 an und verband beide Verfahren. Da zwischenzeitlich die maximale Dauer einer U-Haft auf 5 Jahre beschränkt worden war, wurden Emre Günaydın, Salih Gürler, Abuzer Yıldırım, Hamit Çeker und Cuma Özdemir am 7. März 2014 aus der Untersuchungshaft entlassen. Bis dahin hatten 92 Verhandlungstage stattgefunden, zuletzt am 24. Februar 2014 mit dem Plädoyer der Anklage.
Am 28. September 2016 verurteilte das Gericht fünf der Täter zu jeweils dreimal lebenslanger Haft. Außerdem wurden zwei Militärs, darunter Emre Günaydın, zu 13 bzw. 14 Jahren Haft verurteilt. Das Gericht sprach 14 Mitangeklagte frei, da es bei ihnen trotz ihrer Mitwisserschaft den Tatbestand der „Mitgliedschaft in einer terroristischen Vereinigung“ als nicht erfüllt ansah.